# 게임 중독
게임 중독 또는 비디오 게임 탐닉(video game addiction) 혹은 게임 과몰입이란 컴퓨터 게임 또는 비디오 게임을 과도하게 사용(탐닉)하여 개인의 일상생활에 지장이 생기는 것을 뜻한다. 또한 비디오 게임 탐닉은 충동적인 비디오 게임 플레이, 사회적 고립, 상상력의 감소, 비디오 게임 안에 성취에 대한 집중, 게임을 제외한 활동의 배제 등의 형태로 나타날 수 있다.
게임 중독이 질병임은 다양한 연구자 사이에서 사실상 이론의 여지가 없으나, 이를 행동 중독(behavioral addiction)으로 분류할지, 또는 정신 장애(mental disorder)에 분류할지에 대해 열띤 논쟁이 전개되고 있다. 2013년 5월, 게임 중독은 《정신질환 진단 및 통계 편람(DSM)》에 〈인터넷 게임 장애("Internet Gaming Disorder")〉라는 제목으로 등재되었다. 그 세부적 분류에 있어 정신 장애 여부가 여전히 확정되지 않은 관계로 잠재적인 정신 장애를 취급하는 ‘Section III’에 포함되어 있으며, ‘추가 연구 조건(Conditions for Further Study)’이 부착되어 있다.(APA, DSM-5, 783.) DSM에는 정신 장애만이 등재될 수 있으므로, 질병임이 학계에서 일반적으로 인정된다 하더라도 정신 장애로의 분류가 잠재적으로만 타당한 경우 ‘Section III’으로 분류된다. 이 분야에서 대부분의 연구자와 임상의는 인터넷 게임 장애를 정신 장애에 포함하는 것을 선호한다. 다른 한편, 세계보건기구(WHO)는 《ICD-11》에서 〈게임 장애("Gaming Disorder")〉를 정신적, 행동적 또는 신경발달적 장애(Mental, behavioural or neurodevelopmental disorders)로 분류하였다.(WHO, ICD-11, 6C51.)

## 비디오 게임 탐닉 / 게임 중독의 정의
- ‘중독’이라는 용어는 신체적 증상으로서의 중독(intoxication)과 정신적 의존증으로서의 중독(addiction)을 동시에 지칭함으로써 혼란을 일으킨다. 전자는 생물체의 기능에 해로운 영향을 주는 화학 물질에 노출될 경우 발생되는 문제이고, 후자는 심리적 의존이 있어 계속 물질을 찾는 행동을 하거나 나아가 신체적, 정신적 건강을 해치게 되는 상태를 말한다. 영어권에서도 중독이라는 개념은 다른 유사 개념인 남용 및 의존들과 아주 많이 혼용되고 있다.[6]
- 비디오 게임 탐닉에 대한 약속된 정의는 아직 없으나, 일반적으로 정신적·신체적 건강에 좋지 못한 행동이나 사회적인 기능에 부정적인 결과를 초래할 정도로 게임을 과도하게 사용하는 것을 의미한다.
- 최근 관련 연구에서는, 게임을 통해 발생하는 문제를 게임의 과도한 사용에 대해 병리적 문제로 보는 입장과 사용자의 인지적 문제, 즉 자기통제의 문제로 보는 견해 등 크게 두 가지로 좁혀지고 있다.
- 이는 다시 세분화되어 다음 견해로 구분된다.

1. 게임을 알코올이나 마약, 담배 등과 같은 중독성(탐닉, 의존성) 물질로 판단하는 견해
2. 충동조절장애 및 공존질환으로 보는 의학적 견해
3. 자기통제의 문제로 보는 인지적 관점의 견해
4. 문화적 습관 및 주변 환경에 의한 문제로 여기는 견해

- 게임을 실제 의존성 물질과 동일하게 여기는 견해(‘게임 중독이 존재한다.’)에서부터 환경적 요인의 개선을 통해 문제를 해결할 수 있다는 문화적 현상의 견해(‘미디어 중독은 존재하지 않는다.’)까지 전문가 간의 매우 넓은 견해적 차이를 보이고 있다.
- 그러나 게임의 문제적 이용은 게임 중독, 게임 과몰입 등 여러 개념과 혼용되어 왔으며 용어의 적절성에 대해서도 다소간의 논란이 존재한다. 초기에는 게임 중독이라는 용어로 기술되는 경우가 많았으나, 게임에 대한 부정적 인식의 확산 우려와 학술적 논란으로 인해 게임 과몰입이라는 용어가 대안 개념으로 부상되고 있다.
- 몰입(Flow)이란 온전한 집중, 주목을 요구하는 특정한 활동에 완전히 빠져들어 있는 상태를 의미하며, 병리적 현상과 증세라는 의미가 강한 ‘게임 중독’이 라는 용어에 비해 ‘게임 과몰입’은 게임 매체에 대한 과도한 몰입 상태를 가리키는 용어로 사용된다. 게임 과몰입에 대한 이해는 매체의 특징이나 이용 문화를 고려해야 할 뿐만 아니라 현상에 대한 실증적이고 객관적인 분석 조사를 종합적으로 고려해야 한다.

## 진단 및 증상

### 미국 심리학회
미국 심리학회는 게임 탐닉을 인터넷 탐닉과 마찬가지로 《정신질환 진단 및 통계 편람》에 포함시킬 충분한 증거가 있다고 결정하였다. 미국 심리학회는, 비디오 게임 탐닉의 영향(또는 증상)은 제시된 다른 탐닉의 경우와 유사한 증상이 있을 수 있음을 제시하였다. 비디오 게임은 충동 조절 장애인 병적 도박과 증상이 유사할 수 있다.
게임을 하는 일부는 그들의 한층 넓어진 생활에서보다 게임에서의 상호 작용에 더 관련짓게 된다. 개인의 위생을 등한시하면서 하루에도 수 시간 게임을 할 수 있고, 게임을 하면서 체중이 크게 늘거나 줄기도 하며, 게임을 실행한 시간에 대해 거짓말을 하기도 한다.
다른 학자들은 게임 탐닉과 도박 탐닉의 증상을 비교하는 것은 문제의 소지가 있으며, 연구 결과에 오류가 발생할 수 있다고 경고하기도 한다. 이와 유사한 주장으로, 바넷과 쿨슨은 문제가 있는 게임에 대한 증상, 평가, 결과에 대한 적절한 이해 없이 논의가 진전되었다고 경고하였다.
그리피스에 의하면, ‘모든 탐닉은 근본적으로 일정한 보상과 생각의 강화에 대한 것’이다. 그리피스는, 탐닉에는 돌출, 기분 전환, 내성, 금단, 충돌, 재발의 여섯 개의 요소가  있다고 하였다. 미국 심리학회는 이를 발전시켜 인터넷 게임 탐닉을 특징짓는 9개의 기준을 제안하였다.
1. 집착: 당신은 게임을 하고 있지 않으면서도 많은 시간을 게임을 생각하거나 다음 번 게임할 때를 계획하면서 지냅니까?
2. 금단: 당신은 게임을 줄이거나 중단하거나 할 수 없을 때, 가만히 있을 수 없을 정도로 따분하거나, 짜증이 나거나, 감정 기복이 심하거나, 화가 나거나, 불안하거나, 슬픕니까?
3. 내성: 당신은 당신이 경험해 왔던 것과 같은 수준의 흥분을 느끼기 위해 더 많은 시간, 더 재미있는 게임, 또는 더 강력한 게임 기구가 필요하다고 느끼고 있습니까?
4. 축소/중단: 당신은 당신이 게임을 덜 해야 한다고 느끼면서도 당신이 게임을 하면서 보내는 시간을 줄이지 못하고 있습니까?
5. 다른 활동의 포기: 게임 때문에 다른 오락 활동(취미, 친구 만나기 등)의 참가에 흥미를 잃거나 활동이 줄어들었습니까?
6. 문제가 있음에도 지속: 당신은 충분히 잠을 못 잔다거나, 학교/직장에 늦는다거나, 지출을 많이 한다거나, 다른 이들과 다툰다거나, 중요한 업무를 소홀히 하는 것과 같은 부정적인 결과가 있음을 알고 있으면서도 게임을 계속합니까?
7. 기만/은폐: 당신은 가족, 친구 또는 다른 이들에게 당신이 게임을 얼마나 하는지 거짓말을 하거나, 가족들이나 친구들이 당신이 게임을 얼마나 하는지 알지 못하게 합니까?
8. 부정적인 기분의 모면: 당신은 개인적인 문제들로부터 도피하거나, 그러한 문제들을 잊거나, 죄책감, 불안감, 무력감, 우울과 같은 불편한 느낌을 덜기 위해 게임을 합니까?
9. 관계/기회를 위험하게 함/잃음: 당신은 게임으로 중요한 관계, 일, 교육 또는 취업의 기회를 잃거나 위험하게 하고 있습니까?

만약 4개 이상에 해당되는 경우 비디오 게임 탐닉의 가능성이 있을 수 있다. 
일부 학자들은 심리사회적 의존이 게임 속의 간헐강화와 소속의 욕구를 위주로 돌아갈 수 있다고 제시한다.

### 국제질병분류
WHO가 만장일치로 질병이라고 주장했다.
WHO가 2018년 6월 발간한 국제질병분류(ICD-11)는 비디오 게임 탐닉을 '게임 장애'(gaming disorder)로 부르고 있다. 여기에 따르면 게임 장애가 발생하면 다음 증상을 보인다.
1. 게임하는 것을 통제하지 못함(예 : 게임을 켜는 것, 빈도, 강도, 플레이 시간, 게임을 끄는 것, 게임을 하는 상황(context))
2. 다른 취미 활동이나 일상생활의 일보다 게임을 우선해서 하게 됨. 또는 게임에 대한 우선순위의 증가.
3. 부정적인 결과를 얻게 됨에도 불구하고 계속해서 게임을 하거나 사용 시간을 늘림. 이것으로 인해 심각한 개인적, 가족적, 사회적, 교육적, 직업적 또는 다른 중요한 분야에서 문제를 야기. 게임하는 행동은 계속적일 수도 있고, 간헐적으로 반복될 수도 있음. 게임 장애 진단은 일반적으로 적어도 12개월 이상 관찰되어야 내려질 수 있으나, 진단 조건을 만족하며 정도가 심각한 경우 더 짧은 기간 내에 내려질 수도 있음.
4. 게임에 몰두함으로 인해, 부정확한 자세를 오래 유지하게 될 수 있으며 이는 곧 역류성 후두염, 소화 장애, 혹은 대장 장애(대장에 방귀가 참) 등의 증상을 불러올 수도 있음.
5. 3차원 게임에 몰입하는 경우, 눈의 피로를 가져오며, 시력의 급격한 저하 혹은 한 쪽 눈만 저하를 가져오거나 심하면 시력을 영구히 잃을 수 있음.

## 사회적 관심
정치적 논쟁을 불러일으킨 최초의 비디오 게임은 1978년 등장한 아케이드 게임인 스페이스 인베이더였다. 1981년, 영국 노동당 하원 의원 조지 폴크스(George Foulkes)는 ‘스페이스 인베이더 (기타 다른 전자오락들) 통제 법안’이라는 정치적 법안의 초안을 제출하였는데, 이는 이 게임이 ‘탐닉성’이 있고, ‘일탈’을 초래하여 이를 금지하려는 것이었다. 법안은 국회에서 논의되었고, 114 대 94로 가까스로 부결되었다.
대한민국에서는 1980년대 후반부터 비디오 게임 탐닉이 사회 문제로 등장하였고, 1990년대말에는 인터넷의 보급과 온라인 게임의 급성장으로 인터넷 게임 탐닉이 문제가 되었다.
1993년 《와이어드》에서는, 수업에 참석하는 대신 하루 12시간 머드 게임을 하는 대학생을 보도하였다.
2005년 8월, 2천만 명 이상이 온라인 게임을 하는 중화인민공화국의 정부는 게임 시간을 3시간으로 한정하는 온라인 게임 제한을 도입하였다. 게임자는 무슨 게임을 하고 있건 정해진 시간 이후에는 게임으로부터 내쫓기게 된다.  이 법은 2006년에 완화되어 18세 미만의 시민만 제약을 받게 되었다. 2007년 7월에는 다시 법이 완화되어, 중국에서 인터넷 게임을 할 때에는 신분증 번호로 본인 인증을 하고 3시간이 지나면 게임 포인트가 줄어들며, 5시간이 초과되면 모든 포인트가 소진되는 방식으로 바뀌었다. 하지만 2021년 9월 1일부터 법률이 바뀌어서 주말과 금요일 오후 8시에서 9시 사이에만 게임을 할 수 있다. 
2006년 대한민국의 한 설문 조사에서는 9세에서 39세 사이의 2.4% 가 게임 탐닉을 겪었고, 10.2% 가 탐닉할 위험이 있다고 발표되었다. 2007년, 대중 매체와 기술의 연구 분석 회사인 팍스 어소시에이츠(Parks Associates)의 임원인 마이클 차이(Michael Cai)는 '비디오 게임 탐닉은 중국이나 한국 같은 아시아 국가들에서는 특히 심각한 문제'라고 언급하였다.
2016년 트라이버튼의 온라인 설문조사에 따르면, 응답자의 63.4%가 게임 탐닉에 질병 코드를 부여하는 것에 반대 의사를 밝혔다.

## 연구
미국 정신의학회의 2007년의 결정 이후, 스탠퍼드 의학대학원에서 비디오 게임과 관련된 연구가 진행되었다. 연구원들은 비디오 게임이 실제로 탐닉성이 있다는 증거를 발견하였다. 2008년의 한 MRI 연구에서는 비디오 게임을 실행할 때에 보상의 느낌을 발생시키는 두뇌의 부분이 여성에서보다 남성에서 더 활성화됨을 발견하였다.
2010년 미국 정신의학회 저널 일반 심리학 리뷰의 비디오 게임에 대한 특집에 실린 글에서 바넷과 쿨슨은 탐닉에 대한 논의의 상당 부분이 게임과 게임자들에 대한 부족한 이해에 자극된 조건반사일 수 있다는 우려를 표현하였다.
2011년, 게임 탐닉 연구에 대한 한 메타 분석적 보고서에서는 게임자의 약 3%가 어느 정도의 병적 게임의 증상을 경험할 수 있다고 결론지었다.
2015년의 한 연구에 따르면 게이머는 다섯 가지 유형이 있고, 과도한 게임으로 인해 게임 중독 문제가 생기는 유형과 아닌 유형이 있다. 문제가 생기는 유형은 다음과 같다.
1. 성취 지향적인 유형(Achievers)
2. 현실 도피 목적으로 게임하는 유형(Escapers)
3. 하드코어 게이머(Hard core gamers)

비교적 게임 중독 문제가 적은 유형은 아래와 같았다.
1. 사교 목적으로 게임하는 유형(Social role players) : 연구에서는 게임 중독 위험성은 적을지 모르나, 현실세계에서 사회성 문제가 있을 가능성을 배제할 수는 없다고 하였다.
2. 단순히 즐기는 목적으로 게임하는 유형(Recreational Gamers)

2017년에 발표된 연구에 따르면 게임 종류에 따라 게임중독 위험성이 달라진다. MMORPG 또는 FPS 게임이 스포츠 게임이나 실시간 전략 게임에 비해 중독성이 강하다.
2018년 6월, WHO는 국제질병분류(ICD-11)에 '게임 장애'(gaming disorder)를 추가했다. 이것은 2022년부터 적용된다.

## 게임 과몰입의 논점
- ICD-11에 명시 된 게임장애(gaming disorder)
- 적절한 게임 플레이 시간 조절 불가’, ‘게임과 여타 행동의 우선순위 지정 장애’, ‘게임으로 인한 부정적인 결과 무시’ 등이다. 즉 그동안 언론·교육·행정·학계에서 정의해 왔던 ‘게임 중독’과 크게 다르지 않다.
- 게임에 빠진다는 것은 모자란 사회성의 ‘결과’일 가능성이 높지만, 많은 언론에서는 게임을 모자란 사회성의 ‘원인’으로 지목하는 것이다. ‘친구와 함께 뛰어노는 것’이 ‘정상’이지만 게임이 이를 가로막는 ‘원인’이라는 것이다.
- 또한 게임은 교육의 방해 요소이기도 하다. “주의력 분산”, “사고 단절”, “인지, 판단, 기억 등 기능의 저하”, “시력, 성장발달 장애”, “뇌의 비정상적 발달” 등을 주장한다.
- 건강을 해치는 원흉이라는 지적도 오래된 낙인이다. 특히 게임과 건강의 대립을 골격으로 하는 담론에 대한 저항담론이 존재할 가능성은 별로 없다. 게임이 “건강에 좋다”고 주장할 수는 없기 때문이다.
- 게임 과몰입 현상에 대한 사회적 이슈가 확산됨에 따라 미국의 정신 장애 진단 및 통계편람(DSM-5)에서는 인터넷게임 장애라는 이름으로 이에 대한 면밀한 연구와 검토가 필요하다는 사실을 기술했다.
- 게임 과몰입은 아직 연구가 부족하여 보류 중이나 향후 정식 진단 체계로 분류될 가능성이 높은 항목 중 하나로 검토되고 있다.
- 게임 과몰입을 하나의 질병으로 파악하는 것은 우울증을 비롯한 다른 정신적 악화를 동반할 수 있음을 의미할 뿐만 아니라 단독적으로 고유한 증상을 야기할 수 있음을 의미한다.
- 그러나 게임 과몰입이 고유한 진단적 실체를 가진 것인지 혹은 일부 개인에게서 발견되는 정신적 상태의 이상 증세인지를 명확하게 규명할 만한 근거와 임상 사례가 부족한 상황이다.
- 이러한 학술적 이견과 논란들은 게임 과몰입을 질병의 일환으로 규정하기 위한 명확한 진단 체계와 합의가 부재하고 있음을 가리키며, 이를 타개하기 위해선 게임 과몰입을 둘러싼 다양한 견해에 대한 종합적 이해와 구체적인 방향 제시가 필요한 상태이다.
- 게임 과몰입에 대한 종합적 이해와 접근은 게임의 문제적 이용에 따른 부정적 결과에 대해 올바르게 대처하도록 할 뿐만 아니라, 디지털 게임 산업이나 이용 문화에 대한 부적절한 오해를 불식시킬 수 있다는 점에서 시급한 사안이라고 할 수 있다.

## 언론에서의 게임 중독/게임 과몰입
- 흔히 뉴스는 세계를 향해 나 있는 창으로 사람들은 그 창을 통해 많은 정보를 습득한다.[37]
- 더구나 이러한 뉴스는 시공간적 모든 정보를 직접 경험할 수 없는 수용자들에게 반드시 필요할 것으로 예상되는 정보를 선택하여 알기 쉽게 전달해 주는 역할을 하고 있다.
- 그러나 뉴스는 현실을 있는 그대로 보여주는 것이 아니라 사회의 지배적 가치 와 매스미디어의 여러 가지 제한적 요소들로 인해 재구성된다는 특성을 가지고 있다.
- 즉 뉴스 생산자들은 현실세계에서 일어나는 수많은 현상 중에서 수용자들의 관심을 이끌만한 이슈를 선택하여 보도하고, 나아가 선택된 이슈에 대해 생산 자의 해석을 첨가하여 보도하는 경향이 높기 때문에 뉴스생산자가 동일한 이슈에 대해 어떤 시각과 어떠한 방법으로 보도하느냐에 따라 이슈가 가지는 의미가 크게 달라질 수 있다.
- 이러한 뉴스의 특성으로 인해 수용자들은 매스미디어를 통해 정보를 인식하고 이해하는데 있어, 현실 그대로의 이해가 아닌 뉴스의 현실을 이해하게 됨. 즉 뉴스생산자의 주관성이 포함된 현실을 이해함으로써 ‘현실인식의 문제점’이 발생할 수 있다.
- FGI 결과를 봤을 때, 대중들이 게임에 관하여 가장 많은 정보를 얻는 곳이 바로 언론이다. TV부터 인터넷까지 언론은 대중들이 가장 쉽게 정보를 얻을 수 있는 방법이기 때문이다.
- 그러나 FGI 결과를 보면 언론을 통해서 얻는 게임에 관한 정보들을 대부분인 부정적인 성향을 가지고 있다. 이는 언론이 게임에 대한 부정적 인식을 만들어 내고 있다고도 할 수 있다.

## 비디오 게임 탐닉 모델
- 게임 과몰입을 둘러싼 논의는 현재진행형이며 여러 논란과 비판 속에서도 공중 보건적 입장에서 이를 공론화 및 제도화하려는 움직임이 점증적으로 증가하고 있는 추세이다.
- 특히 그 중에서 의학적 소견과 풍부한 연구 결과 등에 기반을 둔 질병 모델의 입장이 크게 대두되고 있으나 그 실체나 구체적인 기준이 모호하고 현실을 제 대로 반영하지 못한다는 비판이 있다.
- 이와 함께 실제적인 개인 유병률이 낮고 그 현상이 명확히 규명되지 않은 문 제에 대한 과대한 해석이 미디어 모럴 패닉을 야기할 수 있으며, 객관적 규명 과 합의 없이 제도화되면 게임 산업 및 게임 이용 문화에 대한 과도한 규제로 이어질 수 있다는 우려도 존재한다.
- 또한 질병 모델에 입각하여 게임 과몰입 규제를 주장하는 연구의 다수는 국내를 포함한 동아시아의 게임 과몰입 현상을 주요 근거로 지적하나, 여기에 동아 시아 특유의 학업 문화 및 게임 이용 문화에 대한 고려는 상대적으로 부족한 편이다.
- 이에 문화적 특수성뿐만 아니라 기질적 특성을 고루 반영할 수 있는 종합적인 접근이 요구됨. 특히 심리사회적 문제와 스트레스 혹은 미디어 이용 패턴 및 자기조절 등 게임 과몰입을 설명하는 다른 견해들을 적절하게 수용함으로써 올 바른 게임 과몰입 대처 방안 형성에 기여할 수 있을 것으로 기대된다.

### 질병 모델
- 질병모델은 인터넷 게임에 대한 통제 실패나 과도한 이용 등을 구체적인 증상을 동반하는 병리적인 현상으로 묘사한다. 질병모델의 관점에서 게임 과몰입은 결과적으로 우선순위 장애를 비롯한 사회 심리학적인 문제를 야기할 뿐만 아니라 세로토닌과 도파민 분비 이상 등 신경 생리학적인 이상 증세를 일으킬 수 있다는 점에서 치유의 대상으로 간주된다.[38]
- 질병모델은 인터넷 게임 중독을 근본적으로 질병의 일환으로 간주하기 때문에 fMRI 연구 및 정신건강과 공중보건 등 의학적 접근이 중심이 된다. 특히 해당 견해는 인터넷 게임이 호르몬 분비뿐만 아니라 주의력과 자기통제, 충동조절, 운동 기능이나 감정적 변화를 제어하는 뇌 영역의 변화와 관련 있음을 입증하는데 초점을 두고 있다.[39]
- 현재 질병 모델에서의 접근은 게임 과몰입 연구 중 가장 광범위하게 수행되고 있는 계열 중 하나이며 주요한 특징과 사례는 아래와 같다.

#### 생리학적 이상과 뇌 영역의 변화
- 인터넷 게임 과몰입은 도파민 분비, 세로토닌, 콜린성 시스템의 이상을 야기할 수 있는 것으로 보고되고 있으며, 과몰입 기간은 전두엽의 감소와 정적 상관을 나타내는 것으로 보고되기도 한다.[40]
- 다른 연구에서도 인터넷 게임을 과도하게 이용하는 집단은 그렇지 않은 집단에 비해 회백질 부피 감소, 전두엽 피질 감소를 비롯한 구조적 이상을 나타내기 쉬우며 이에 따른 신경해부학적 취약성이 나타날 수 있다는 사실이 보고되었다.[41]
- 또한 인터넷 게임 과몰입에 따른 신경생리학적 변화는 뇌에 심각한 손상을 야기할 수도 있는 것으로 나타났다.
- 이에 따라 인터넷 게임 과몰입을 사전에 예방하고 이를 의학적으로 진단 및 처방할 수 있는 체계 마련이 필요하다.

#### 의존적 증상
- 일부 연구에서는 인터넷 게임 과몰입과 도박 중독 사이에 유사한 반응이 발견 된다는 사실을 보고하기도 한다. 해당 연구 결과, 인터넷 게임 과몰입이 손실에 대한 고려의 부재와 게임 보상이나 단서에 대한 과도한 반응성, 충동적 반응 등 도박 중독의 신경생리학적 반응과 일부 유사하다는 사실이 밝혀졌다.[42]
- 해당 연구는 일부 연구가 제한적이며 게임 과몰입이 질병 분류에 공식적으로 포함되기 전에 더 많은 연구가 필요하다는 사실을 강조한다. 또한 다른 국내 연구에서도 인터넷 게임 중독자의 의사결정 방식이 충동성, 감각추구 성향 등 도박 중독과 유사한 패턴을 띠지만, 비합리적인 의사결정의 결함이 실행기능의 저하와는 관련되지 않는 것으로 나타나 도박 중독과 완전히 일치하진 않다는 사실을 보고했다.[43]

#### 우울, 불안 등 정신적 증상
- 인터넷 게임 과몰입은 우울, 불안, 편집증, 정서조절 곤란, 자극추구, 정신적인 취약성, 통제 불가능한 충동성, 공격성 등을 야기할 수 있으며 정상군에 비해 그 수치가 유의미하게 높은 것으로 보고되었다.[44]
- 인터넷 게임 과몰입은 생리적인 상태를 변화시켜 신체적 변화와 함께 일시적 행복감을 불러일으켜 생리적 각성과 함께 특정 감정 및 경험에 대한 의존을 강화시키고 나아가 현실 문제에 대한 회피 중독으로 발전할 수 있다고 우려한다.[45]
- 게임 자극에 대한 비합리적인 신념이나 보상 추구 등은 행동중독 양상과 더불어 스트레스, 불안, 충동성 등 정신적 문제를 불러일으킬 수 있다. 이러한 우려에 따라 인터넷 과몰입을 해소하고 치유하기 위한 인지행동적 치유 기법과 약물처방 등이 다양하게 시도되고 있다.[46]

#### 질병 모델의 의의와 한계
- 질병 모델에 입각한 게임 과몰입 연구는 부정적 게임이용에 대한 신체적인 반응을 뇌 촬영, 전문상담, 자기보고 등 다양한 기법들을 활용하여 실증적으로 증명하고자 함. - 해당 결과를 바탕으로 의학적·공중보건적 대처 및 예방적 조치에 기여할 수 있다.
- 현재 질병 모델이 확립하고자 하는 인터넷 게임 장애의 진단 기준은 병리학적으로 포함되지 않는 증상들을 포함하거나, 일관성 있고 현실적인 기준 체계의 부재로 인해 여러 비판을 받고 있다.[47]
- 또한 인터넷 게임 이용에 의한 증상 및 장애를 만족하는 개인 유병률은 저조 한 편이며[48], 그럼에도 이를 지속적으로 보편적인 질병으로서 분류하고자 하는 것은 미디어 모럴 패닉 현상을 확산시킬 수 있다. 다수의 질병 모델 연구는 게임을 이상 증세의 원인으로 거론하지만, 이용자의 심리사회적 취약성과 환경을 크게 고려하지 않는다.

### 인지행동 모델
- 인지행동 모델은 인터넷 게임 과몰입이라는 현상을 사회심리학적인 문제로 인해 발생하는 부적절한 인지-행동으로 간주한다.[49]
- 인지행동 모델은 부적절한 인지행동을 일으키거나 촉진할 수 있는 스트레스 요인과 이에 따른 취약한 체질을 중심으로 절제되지 않는 게임이용 현상을 설명하기 때문에 스트레스-체질 모델과 깊은 연관을 갖고 있다.
- 스트레스-체질 모델은 스트레스에 취약한 체질을 가진 개인이 환경적‧사회적 문제로 인해 스트레스를 받게 될 때 심리적‧신체적 문제를 나타내기 쉽다는 사실을 강조한다.
- 게임 과몰입은 환경적인 스트레스나 사회적 불안, 우울 등과 깊게 관련되어 있으며, 이러한 심리사회적인 문제로 인해 야기되는 취약성으로 인해 발생되거나 촉진될 수 있다.[50]
- 게임중독(Game Addiction)이라는 용어보다 PIU(problematic Internet use)라는 용어를 활용하여, 게임 과몰입이 질병, 병리적, 임상 장애로 개념화되지 않을 수 있음을 강조할 수 있다. 이를 위해 인지행동 모델에서는 쇼핑, 선정적, 도박 콘텐츠 이용에 따른 특수한 문제적 형태와 일반적인 문제적 형태를 구분짓는다.
- 인지행동 모델의 관점에서 게임 과몰입은 심리사회적인 문제와 함께 저항하기 힘든 인지적 압박이나 통제하기 힘든 이용 시간 조절 등이 나타나는 현상으로 설명된다.[51]

#### 스트레스와 게임 탐닉
- 스트레스는 게임 과몰입을 설명하는 중요한 변인으로 설명되며, 스트레스의 크 기와 유형에 따라서 게임 과몰입에 미치는 영향이 다른 것으로 보고되었다.[52]
- 특히 학령기의 청소년이나 대학 신입생 등처럼 환경적으로 스트레스에 취약할 수 있는 계층들에게서 스트레스는 게임 과몰입을 예측하는 중요한 변수로 작용할 수 있는 것으로 나타났다.[53][54]
- 스트레스가 과몰입 행동에 미치는 영향은 부모, 또래 등과의 관계나 환경적 요인에 의해 변화할 수 있는 것으로 나타났다.[55][56][57]
- 특히 사회적 지지나 외로움, 부모와의 의사소통 등은 학업스트레스가 과몰입에 미치는 영향을 조절할 수 있는 것으로 보고되었다.
- 일부 연구에서는 청소년들이 과도한 스트레스 상황 속에서 스트레스를 해소하 고 행복을 추구하고자 하는 목적으로 게임에 과몰입할 수 있다는 사실을 제시하기도 한다.[58][59]
- 이러한 연구들은 게임 과몰입이 게임 매체로 인한 고유한 질병이라기보다 스트레스에 취약해지는 상황이나 과도한 스트레스로 인해 발생하는 강박적인 인지. 즉, 행동적 문제라는 사실을 지지한다.[60]

#### 정신적 취약성과 게임 탐닉
- 스트레스를 일으키는 심리사회적 문제들은 게임 과몰입을 유도하는 중요한 요인으로 간주된다. 사회적인 불안이나 강박적인 특성 등은 게임 과몰입을 예측하는 주요 인자 중 하나로 보고되고 있다. 이에 따르면 이용자는 불안이나 우울, 고독 등에서 오는 스트레스를 해소하기 위해 게임에 과몰입할 수 있다.[61]
- 특히 대인 관계에서부터 발생하는 사회적 스트레스와 우울감은 이용자에게 오프라인 환경보다 온라인 사교 환경을 더 선호하게 하고 이는 장기적으로 온라인 게임으로의 과몰입을 유도할 수 있다.[62]
- 이 외에도 공격성, 고독감 등도 게임 과몰입을 예측하는 변수이다. 이는 대인 갈등이나 사회적지지의 결여 등과 연관된 심리사회적 요인들이 과몰입이라는 인지-행동적 문제를 일으킬 수 있음을 지지하는 결과이다. 반면 도덕성을 비롯한 친사회적인 성향은 게임 과몰입을 억제할 수 있는 것으로 나타난다.[63]

#### 인지행동 모델의 의의와 한계
- 인지행동 모델은 디지털 게임의 과몰입 현상을 질병이나 중독적 증세로 설명하려던 견해로부터 벗어나 사회심리적인 현상으로 설명하려고 했다는 점에서 의의가 있다. 디지털 게임의 문제적 이용에 따른 부정적 결과에 대한 해석과 분석뿐만 아니라 게임 과몰입의 과정에 이르는 원인을 스트레스와 심리사회적 문제와 함께 설명했다는 장점이 있다.
- 인지행동 모델에 입각한 평가 도구 중 하나인 PIU는 현재 게임 과몰입으로 인 한 부정적인 결과를 평가함에 있어 합의된 형태의 기준이 부재하고 있다는 비판을 받고 있음. 즉, 경미하거나 중간 정도나 심각한 정도에 대한 평가에 합의가 요구된다.[64]
- 또한 해당 모델은 사회적 관계 선호 유형에 따른 집단군 선정 편향 문제나 게임/성적 콘텐츠에 대한 과몰입을 온전하게 설명하는 데는 부족하다는 비판을 받기도 함.[64]
- 인지행동 모델은 대인 관계의 불안을 야기하는 고독감, 우울 등과 이로 인한 스트레스를 중심으로 과몰입 현상을 설명하지만 자기통제 등 중요한 기질적 요인을 상대적으로 덜 고려하는 경향을 보인다.

### 사회인지 모델
- 사회인지 모델은 문제적인 인터넷 게임 이용 습관이 외로움이나 우울과 같은 심리적인 문제와 연결되어 있지만 그 구체적인 효과는 미디어 이용에 대한 자 기반응과 기대 그리고 충동성이나 자기조절과 같은 심리사회적 요인에 의해 조절될 수 있다고 간주한다.[65]
- 사회인지 모델은 반두라의 자기조절 이론에 이론적 기초를 두고 있으며 게임 과몰입을 병리적인 문제로 접근하기보다 잘못된 미디어 이용 습관 및 패턴과 비임상적인 자기조절의 실패의 결과로 간주한다.[66]
- 보다 구체적으로 통제되기 어려운 미디어 소비 행위는 이용자가 우울, 외로움 등의 심리적인 상황을 완화하기 위해 미디어를 선택적으로 이용하는 과정에서 형성된 미디어 이용습관과 관련되어 있음. 반복된 미디어 이용 환경에서 평균적인 기대치와 무의식적 반응이 발생하게 되며, 이 과정에서 이용자는 자신의 미디어 이용행위를 객관적으로 판단하지 못함으로써 자기조절에 실패하게 된다.
- 미디어 이용 과정에서 이행되는 불완전한 모니터링과 판단, 조절의 자체 프로세스는 모든 미디어 소비 이용자들에게서 발생할 수 있으나, 심리사회적 문제로 인한 외부적 환경의 악화와 이로 인해 형성된 악습관은 자기조절 실패를 일으키는 강력한 요인으로 작용한다.[67]
- 해당 모델에서는 잘못된 미디어 이용 습관을 촉진할 수 있는 심리사회적인 문제도 중요하게 다뤄지지만 과몰입 및 충동적 행동 등으로 이어지는 것을 통제 하는 개인의 역량인 자기조절 능력을 강조한다.

#### 미디어 습관과 게임 탐닉
- 해당 모델에 따르면 습관은 특정 행동 및 과제를 무의식적인 자동 과정에 포함함으로써 더 많은 자극을 소화하고 여러 일상적인 정보들에 압도당하지 않도록 보호하는 역할을한다.[68]
- 미디어 습관은 초기엔 목표지향적 성격을 띠며 이용자의 적극적인 선택으로 인해 촉발되지만, 해당 자극에 대한 무의식적이고 자동적인 응답이 반복되면서 평균적인 자기기대감을 형성하게 되고, 점차 형성된 자기기대감은 무의식적으로 개인의 행동 판단에 영향을 미친다.[67][69]
- 미디어 습관의 형성은 자동적인 반응이나 행동을 유발하는 다양한 외부 환경에 의해 촉진될 수 있으며 무의식적인 목적이나 의식적인 목적을 포함한 개인 내부의 상태와도 긴밀한 연관을 지닌다.[67][70][71]
- 또한 습관화된 미디어 이용 내에서는 이용자의 의도나 주의집중이 떨어지기 때문에 결과적으로 미디어를 이용하는 자기 자신에 대한 관찰 효율이 감소하거나 잘못된 판단을 내릴 수 있음. 이는 결과적으로 습관화된 미디어 이용이 자기조절 능력의 약화를 야기할 수도 있음을 나타낸다.[72]

#### 자기조절과 게임 탐닉
- 여러 미디어의 이용 습관 형태 중에서도 인터넷 게임을 비롯한 자율성이 높은 미디어의 경우에는 특히 개인의 자기조절 능력이 강조됨. 자기조절 능력과 이에 대한 회복 능력은 외부적 자극과 자기기대에도 과도한 미디어 이용을 억제하도록 유도하지만 자기조절 능력의 결여와 충동성은 문제 행동이나 매체에 대한 과도한 몰입을 야기한다.[73][74][75][76]
- 자기조절 능력의 수준과 충동성은 인터넷 과몰입 뿐만 아니라 게임 과몰입을 억제하거나 설명하는 중요한 변인으로 지목되고 있는 추세이며, 다양한 실증 연구들을 통해 뒷받침되어가고 있다.[63][77][78][79][80]
- 이러한 결과를 바탕으로 자기조절 능력과 다른 내외의 환경적‧심리사회적 요인 사이의 상호관계를 실증적으로 분석‧검토하고, 해당 요인들이 게임 과몰입에 미치는 영향을 다각적으로 분석해야 할 필요성이 증대된다.

#### 사회인지 모델의 의의와 한계
- 사회인지 모델은 디지털 게임 과몰입 과정을 병리적인 증세로 간주하지 않고 미디어 이용 습관 형성 과정에서 발생되는 일종의 행동 패턴으로 해석하며 개인의 자기조절 능력과 내외부의 자극과의 상호작용 등 인지적 개념을 강조하고 있다.
- 즉, 내외부 자극을 통해 자기조절 능력을 상실한 채로 잘못된 미디어 몰입 형태에 고착되면 이는 점진적으로 중독적 소비 패턴으로 이어진다. 이러한 접근은 매체의 임상적 유독성을 강조하기보다 매체 이용 문화와 개인의 사회심리적 문제, 그리고 기질적 특성 등을 다각적으로 고려하는데 유용하 게 활용될 수 있다.
- 사회인지 모델에 입각한 게임 과몰입 접근은 축적된 연구의 수와 실측 자료가 다른 모델에 비해 비교적 적은 편이다. 게임 과몰입에 이르는 과정과 영향 요인들을 설명함에 있어 여러 사회심리학적 요인들을 고려하고 있으나, 문제적 상황을 방지하거나 개선하기 위한 사회적인 대안 제시가 필요하다. 미디어 이용습관 형성에 영향을 미치는 부모, 또래 문화, 미디어 이용 문화 등에 대한 후속 연구가 필요한 것으로 판단된다.

## 게임 이용장애의 WHO 질병 코드화와 4대 중독 포함
- 세계보건기구(WHO)는 국제 질병 분류 기준인 국제질병분류(ICD)의 제 11차 개정안에 게임 장애(Gaming disorder)를 정식 질병으로 등재하기 위한 논의를 진행했다.
- 게임 장애는 도박 중독과 함께 중독성 행동 장애(Disorders due to addictive behaviours) 범주에 포함되었다.
- 2013년, 미국의 정신의학협회(APA)에서 주관하는 정신질환 진단 및 통계편람(DSM)의 제 5차 개정안에서도 게임 장애가 등장한 바 있지만, 당시에는 ‘주의가 필요한 새로운 현상’의 하위 범주인 ‘추가 연구가 필요한 항목’으로 분류되었다.

### 찬성입장
- 제5차 DSM 개정판에서도 게임 장애의 정식 질병 인정 여부에 대한 논란이 있었지만, 게임 장애가 정식 질병으로 인정받기에는 과학적 연구나 근거가 부족하다고 판단되어 질병코드 부여는 보류되었다.
- 따라서 게임 장애가 정식 질환으로 인정되는 사례는 제11차 ICD 개정안이 최초라고 볼 수 있다.
- 미국 진단통계편람 5판(DSM-Ⅴ)을 보면 이전에 사용됐던 ‘물질 남용과 의존’이란 분류를 삭제하고 대신, ‘중독과 관련 질환’이라는 새로운 카테고리를 만들어 술, 담배 마약과 같은 물질중독과 도박으로 대표되는 행위중독으로 논의하고 있다.
- 게임을 중독물질로 편입하고자 하는 전문가 집단의 경우 물질중독과 행위중독의 논리를 들어 게임에 하나의 질병 코드를 부여해 게임 활동의 전반을 통제하고 관리하고자 한다.

#### 게임 장애 (Gaming Disorder)
- (디지털 또는 비디오) 게임 플레이의 지속적 또는 반복적 행태 패턴으로 정의되며, 온라인과 오프라인 게임을 모두 포괄한다. 게임 장애는 다음 세 가지 양상으로 나타난다

1. 게임의 빈도, 강도, 플레이 시간 등에 대한 통제가 힘들다.
2. 게임 플레이를 점점 더 중요하게 여기게 되어 게임을 삶의 관심사나 일상적 행위들보다 우선순위에 놓을 정도가 된다.
3. 부정적 결과를 초래함에도 불구하고 게임을 계속하거나 더 많이 한다.

- 게임 장애의 행동 패턴은 개인, 가족, 사회, 교육, 직업 또는 기타 중요한 생활 영역에 유의미한 손상을 가져올 만큼 심각한 경우이다.
- 이 패턴은 지속적 일 수도 있고 일시적·반복적일 수도 있다.
- 일반적으로 게임 장애로 진단되기 위해서는 최소 12개월 동안 게임 행태 및 기타 특징들이 명확히 나타나야 하지만, 모든 진단적 필요조건들이 충족되고 증상이 심각할 경우 필요 관찰 기간이 단축될 수 있다.
- 미국 정신의학협회가 주관하여 2013년 제작한 『정신질환 진단 및 통계편람』 제5차 개정안에서도 게임 장애가 등장한 바 있지만, 당시에는 ‘주의가 필요한 새로운 현상’의 하위 범주인 ‘추가 연구가 필요한 범주’로 분류되었다.
- 제5차 DSM의 ‘추가 연구가 필요함’ 섹션에 등재된 인터넷 게임 장애 내용은 다음과 같다.

#### 인터넷 게임 장애 (Internet Gaming Disorder)
- 혼자 혹은 다른 사람들과 게임을 하기 위해 지속적이고 반복적으로 인터넷을 사용함에 따라 유의미한 임상적 손상이나 고통을 야기하는 경우로, 12개월 동안 다음 중 다섯 개 이상의 증상을 보이는 경우를 지칭한다.
- 이 장애는 도박장애 범주에 포함되는 인터넷 도박과 구분된다.

1. 인터넷 게임에 대한 집착 (이전 게임 내용을 생각하거나 다음 게임을 미리 예기함; 인터넷 게임이 일과 중 지배적인 활동이 됨)
2. 인터넷 게임이 제지될 경우 나타나는 금단 증상 (이러한 증상은 전형적으로 과민성, 불안 또는 슬픔으로 나타나지만, 약리학적 금단 증상의 신체적 징후는 없음)
3. 내성-더 오랜 시간 동안 인터넷 게임을 하려는 욕구
4. 인터넷 게임 플레이를 제어하려 시도하지만 실패
5. 인터넷 게임을 제외한 이전의 취미와 오락 활동에 대한 흥미 감소
6. 심리사회적 문제를 인지하면서도 과도한 인터넷 게임을 지속
7. 가족, 상담사 등 타인에게 인터넷 게임 플레이 시간을 속임
8. 무력감, 죄책감, 불안 등 부정적인 기분을 벗어나거나 완화하기 위한 인터넷 게임 플레이
9. 인터넷 게임으로 인해 중요한 대인관계, 직업, 학업 또는 진로 기회를 잃거나 위태롭게 함

### 반대입장
- 게임 중독이라는 개념이 본격적으로 부정적 논의가 시작된 것은 DSM-5가 '인터넷 게임중독'이라는 개념을 명시하면서, “아직은 병리적인 기준으로 인정할 수 없으나 앞으로 지속적인 연구가 필요한 주제”라고 발표하면서부터 시작되었다.
- 이것을 게임을 중독물질로 보는 일부 전문가들은 게임이 곧 질병으로 등재될 수 있다고 확대 해석을 하면서 담배를 제외한 알코올, 도박, 마약과 함께 게임을 4대 중독이라는 카테고리에 포함하여 게임의 부정적 여론몰이에 성공했다.
- 게임이 문화적 보편성을 이미 담보하고 있기 때문에 사회적 합의와 장기적 논의가 필요한 문제임에도 불구하고, 급진적인 병리적 논의로 큰 사회적 혼란을 야기하였다.
- 디지털 세대는 베이비부머 세대의 자녀들로, 디지털 환경에서 태어나 성인으로 자라나게 된 최초의 세대들로 이들은 디지털 기술에 매우 민감하며, 각종 디지털 디바이스의 활용에 대해서도 별다른 학습 없이 손쉽게 활용할 수 있는 특징을 지니고 있다.[81]
- 특히 디지털 세대의 90% 이상이 게임을 주된 문화생활로 즐기고 있으며, 게임 문화를 통해 또래와 소통을 하며 지내고 있다.[82] 이는 대한민국뿐 만이 아닌 전 세계적인 추세로, 디지털 세대는 게임문화를 매개로 각종 디바이스의 활용과 문화적 소통, 교육 양식 등을 새롭게 만들어 나가고 있다.
- 게임문화의 올바른 정착을 위해서는 이제 성인으로 진입한 게임 세대뿐만 아 니라 기성세대의 도움이 절실한 상황임에도 불구하고, 명확한 근거가 없는 ‘게임은 중독이다.’라는 프레임으로 인해 사회적 논의조차 쉽지 않은 상황과 분위기가 조성되었다. 특히 게임을 즐기고 있던 대다수의 청소년들은 영문도 모른 채 담배, 마약 사용자와 같은 죄책감을 가지게 된다.
- 지금이라도 게임문화가 바르게 정착하기 위해서는 일부 급진적인 게임 중독 연구가들에 의해 조성된 게임의 부정적 인식을 바로잡고, 과도한 게임이용에 대처할 수 있는 현실적 가이드 방안을 제시하는 것이 필요하다.
- 게임세대와 함께 하고 있는 부모님, 교육 현장의 교사 그리고 게임이 주는 효과성에 대하여 깊게 생각하지 않고 있던 의학계의 전문가들에 이르기까지 다양한 분야의 디지털 이주민들에게 게임과 게임 과몰입에 대한 인식을 물어보고, 올바른 정보를 전달하는 것이 선행되어야 한다.

## 최근 동향 및 향후 일정
- 2019년 5월에 개최되는 세계 보건 총회에서 최종 승인이 날 경우, 2022년부터 효력이 발생한다.
- 국내의 경우에는, 한국표준질병사 인분류(KCD)가 2020년 개정 예정이지만, 이는 제10차 ICD 개정안에 기초할 예정이기에, 2025년 개정시에 적용이 검토될 예정이다.
- 게임의 중독 가능 여부에 대한 학술적 합의가 부재하다는 점, 전반적인 연구의 질이 낮다는 점, 진단 기준이나 증상 등 에 대한 구체적인 지점에 대해서도 상당 수준의 합의가 되지 않았다는 점 등이 지속적으로 지적되고 있다.
- 구체적으로는 제5차 DSM 개정안의 발효 시점인 2013년부터, 제11차 ICD 개정안의 초안 발표로 논란이 다시 불거진 현재까지의 국내외 연구들을 대상으로, 관련 논의의 경향과 추이에 대한 매핑, 주요 논의에 대한 통합적 이해 구축을 목표로 한다.

## 치유방법
DSM-5의 인터넷 게임장애(Internet Gaming Disorder, IGD)에 대한 치료 방법으로는 약물치료, 인지행동치료 등 다양한 방법들이 시도되고 있다. 약물치료는 환자가 인터넷 게임장애와 더불어 갖고 있는 임상적인 특성에 따라 다른 약물을 통해 시행되어야 한다. 예를 들면 환자가 우울장애, 불안장애, 또는 강박장애를 같이 가지고 있는 경우 항우울제를 치료에 사용한다. 혹은 환자가 우울장애 혹은 니코틴 의존을 같이 지니고 있다면 부프로피온(bupropion)이 쓰인다.
인지행동치료는 2015년 기준으로 연구가 부족한 상황이지만 장래에 중요하게 사용될 치료 방법 중 하나이다. 현대 사회에서 인터넷과 컴퓨터는 생활과 밀접한 관계가 있기 때문에 다른 물질중독이나 병적 도박과 달리 아예 끊는 것을 목표로 하기보다 통제하여 사용할 수 있게 만드는 것을 치료의 목표로 잡는다. 인지행동치료를 통해 잘못된 인지구조를 파악하여 수정하고 행동기법을 시행하게 된다. 환자와 가족에게 심리교육을 제공하여 가족 간 의사소통을 증진시키는 것도 동반된다.

## 같이 보기
- 인터넷 탐닉
- 대한민국의 셧다운 제도